# Lorena Castillo
Lorena Castillo García de Varela (Ciudad de Panamá, 31 de julio de 1968) es una periodista y política panameña. Es la esposa de Juan Carlos Varela, presidente de la República de Panamá, y primera dama del país desde el 1 de julio de 2014 hasta el 30 de junio de 2019.

## Biografía

### Estudios
Inició sus estudios en el Fermín Naudeau en Panamá. Finalizó sus estudios secundarios en Flint Hill School en Oakton, Virginia, Estados Unidos de América. Es egresada de la Universidad Latinoamericana de Ciencia y Tecnología (ULACIT).

### Vida profesional
Es Licenciada en Periodismo, egresada de la ULACIT. Fue presentadora y productora de noticias en varios canales de Panamá. También trabajó por varios años como periodista en la sección de noticias del canal Telemetro Panamá. 
Trabajó en varios programas de televisión a lo largo de su carrera y en 2012, se retiró para apoyar la campaña de su esposo Varela. 

### Vida política
Lorena Castillo, desde 2012 es la encargada de "Asuntos Sociales", en la campaña de su esposo Juan Carlos Varela. En las elecciones generales en Panamá el 4 de mayo de 2014, Juan Carlos Varela fue elegido como el presidente de Panamá, con un porcentaje de 39.11% con 712 077 votos a favor, reemplazando del cargo a Ricardo Martinelli.
Desde el 1 de julio de 2014, Lorena Castillo asume el puesto de Primera dama de Panamá.
Actualmente es embajadora de buena voluntad para Organización de las Naciones Unidas en materia de igualdad y cero discriminación.

### Vida personal
Lorena, tiene tres hijos con Juan Carlos Varela: Gian, Adrián y Stefan.